# Leander (Name)
Leander ist ein Familienname und männlicher Vorname.

## Herkunft und Bedeutung

### Vorname
Bei Leander handelt es sich um eine latinisierte Variante von altgriechisch Λέανδρος Léandros. Dieser setzt sich aus den Elementen λεώς leṓs, der attischen Variante von λαός laós „Volk“ und der Stammform *ανδρ· *andr· des Wortes ἀνήρ anḗr „Mann“ zusammen, weshalb die Bedeutung oft mit „Volkmann“ oder „Mann des Volkes“ angegeben wird.
Die häufige Ad-hoc-Etymologisierung, die das erste Element von λέων léōn „Löwe“ herleitet, ist hingegen linguistisch nicht haltbar, da λέων als Substantiv der konsonantischen Deklination die Verwendung des Stammes *λεοντ· *leont· verlangen würde.

### Familienname
Beim Familiennamen Leander handelt es sich um eine Gräzisierung deutscher Patronyme wie Volkmann, die sich am griechischen Rufnamen Λέανδρος Léandros orientiert. Eine patronymische Benennung nach dem Rufnamen Leander ist weitgehend auszuschließen.

## Verbreitung

### Vorname
Der Vorname Leander kam in Deutschland im 16. Jahrhundert in Gebrauch. Seit Ende der 1990er Jahre ist der Name geläufig und wird regelmäßig vergeben, jedoch zählte er nie zu den 100 beliebtesten Jungennamen des Landes. In den 2000er Jahren setzte ein Abwärtstrend ein, der ihn bis ins Jahr 2020 auf Rang 255 absinken ließ. Im darauffolgenden Jahr stieg seine Beliebtheit sprunghaft auf Rang 154 an. Im Jahr 2024 belegte er in den Vornamenscharts Rang 163. Auf der Liste der beliebtesten Folgenamen stand er im selben Jahr auf Rang 69. Besonders beliebt ist der Name in Sachsen-Anhalt. Das durchschnittliche Alter eines Leanders in Deutschland beträgt 15 Jahre.
In Österreich war der Name Leander bereits im ausgehenden 20. Jahrhundert geläufig, wurde jedoch eher selten vergeben. Im Jahr 2004 erreichte er erstmals die Top 200 der Vornamenscharts. Mit Rang 127 erreichte der Name seine höchste Platzierung in den Vornamenscharts im Jahr 2020. Seitdem befindet er sich im Abwärtstrend. Im Jahr 2023 belegte er Rang 180 der Hitliste.
Leander zählt in Norwegen seit 2006 zu den 100 beliebtesten Jungennamen. Mit Rang 40 erreichte er seine höchste Platzierung in den Jahren 2010 und 2012. Im Jahr 2023 belegte der Name Rang 87 der Vornamenscharts.

### Familienname
Der Familienname Leander ist 1544 erstmals in Wien belegt. Neben Deutschland ist der Name auch in Schweden und Dänemark geläufig.

## Varianten

### Vorname

#### Männliche Varianten
- Französisch: Léandre
- Griechisch: Λέανδρος Léandros
- Italienisch: Leandro
- Portugiesisch: Leandro
- Spanisch: Leandro

#### Weibliche Varianten
- Italienisch: Leandra
- Portugiesisch: Leandra
- Spanisch: Leandra

### Familienname
- Volkmann
- Volkmar
- Volkher
- Vollmann
- Völkmann
- Folgmann

## Namenstag
Nach Leander von Sevilla wird der Namenstag von Leander an folgenden Tagen gefeiert:
- katholisch: 13. März[13]
- orthodox: 27. Februar, 13. März und 13. Mai[14]

## Namensträger

### Vorname
- Leander von Sevilla († 600), westgotischer Erzbischof, Mönch
- Leander Anguissola (1653–1720), Kartograf, Pädagoge, Ingenieur und Oberstleutnant in österreichischen Diensten
- Leander Babcock (1811–1864), US-amerikanischer Jurist und Politiker
- Leander Cox (1812–1865), US-amerikanischer Politiker
- Leander Czerny (1859–1944), österreichischer Insektenforscher, Dipterologe, Abt von Kremsmünster
- Leander Dendoncker (* 1995), belgischer Fußballspieler
- Leander Ditscheiner (1839–1905), österreichischer Physiker
- Leander L. Doan (1905–1964), US-amerikanischer Offizier, Generalmajor der US-Army
- Leander Dossios (1846–1883), griechischer Chemiker
- Leander Elias, deutscher Synchronsprecher und Hörspielsprecher
- Leander Engström (1886–1927), schwedischer Maler
- Leander van Eß (1772–1847), Autor einer deutschsprachigen Bibelübersetzung
- Leander Fischer (* 1992), österreichischer Schriftsteller
- Leander Haußmann (* 1959), deutscher Film- und Theaterregisseur
- Leander Heidenreich (1814–1881), Landtagsabgeordneter und Bürgermeister Hessen
- Leander Jameson (1853–1917), südafrikanischer Premierminister und Anführer des Jameson Raid
- Leander Jordan (* 1977), US-amerikanischer American-Football-Spieler
- Leander Kaiser (* 1947), österreichischer Maler
- Leander Kröber (1902–1980), deutscher kommunistischer Widerstandskämpfer, politischer KZ-Häftling und Mitarbeiter des MfS
- Leander Lichti (* 1976), deutscher Schauspieler
- Leander D. Loacker (* 1979), österreichischer Rechtswissenschaftler
- Leander Harvey McNelly (1844–1877), amerikanischer Polizist
- Leander Menzel (* 2008), deutscher Filmschauspieler
- Leander Mergener (* 1965), deutscher Maler, Zeichner und Druckgraphiker
- Leander Modersohn (* 1980), deutscher Schauspieler
- Leander Paes (* 1973), indischer Tennisspieler
- Leander Perez (1891–1969), US-amerikanischer Bezirksrichter und -Staatsanwalt sowie Politiker der Demokratischen Partei
- Leander Petzoldt (1934–2024), deutscher Volkskundler
- Leander Pflüger (* 1952), deutscher Hochschullehrer für Pädagogik
- Leander Popp (* 2005), deutscher Fußballspieler
- Leander Pütz (* 2007), deutscher Kinderdarsteller
- Leander Russ (1809–1864), österreichischer Maler
- Leander Scholz (* 1969), deutscher Philosoph und Schriftsteller
- Leander J. Shaw, Jr. (1930–2015), afroamerikanischer Jurist in den Vereinigten Staaten
- Leander Siemann (* 1995), deutscher Fußballspieler
- Leander Steinkopf (* 1985), deutscher Schriftsteller
- Leander Strupler (* 1984), Schweizer Unternehmer und Boxpromoter
- Leander Sukov (* 1957), deutscher Schriftsteller
- Leander Tomarkin (1895–1967), schweizerisch-US-amerikanischer Mediziner, Erfinder und Hochstapler
- Leander Vyvey (* 1989), belgischer Schauspieler und Kitesurfer
- Leander Wiegand (* 1999), deutscher American-Football-Spieler

Zwischenname
- Josua Leander Gampp (1889–1969), deutscher Graphiker, Maler und Hochschullehrer
- Gustav Leander Pfund (1849–1923), deutscher Molkereiunternehmer
- Charles Leander Weed (1824–1903), US-amerikanischer Landschaftsfotograf

### Familienname
- Börje Leander (1918–2003), schwedischer Fußballspieler
- Clemens Leander (* 1988), deutscher Kostümbildner und Ausstatter
- George Leander (1883–1904), US-amerikanischer Bahnradsportler
- Kathy Leander (* 1963), Schweizer Sängerin
- Margot Leander, deutsche Konzert- und Opernsängerin (Sopran)
- Mike Leander (1941–1996), britischer Musikproduzent und Arrangeur
- Pontus Leander (1872–1935), schwedischer Orientalist und Semitist
- Thomas Leander (* 1960), deutscher Pianist und Hochschullehrer
- Zarah Leander (1907–1981), schwedische Schauspielerin und Sängerin